# Svatá Viborada
Viborada byla inklúzou, je světicí katolické církve.

## Život
Pocházela ze šlechtické rodiny ze Švýcarska. Spolu se svým bratrem Hittonem vykonala pouť do Říma. Na zpáteční cestě se oba sourozenci rozhodli, že zasvětí svůj další život Bohu. Hitton vstoupil do benediktinského opatství v St. Gallenu, Viborada začala žít jako inklúza (tj. dala se zazdít do celly, a jediný kontakt se světem jí zprostředkovávalo malé okénko, kterým jí bylo podáváno jídlo). Zemřela mučednickou smrtí během vpádu Uhrů v roce 926. Roku 1047 byla svatořečena.